# حلبوبة (كعيدنة)

تعديل مصدري - تعديل

حلبوبة هي إحدى قرى عزلة السكابة والحماريين بمديرية كعيدنة التابعة لمحافظة حجة، بلغ تعداد سكانها 269 نسمة حسب تعداد اليمن لعام 2004.